# Kostel svatého Vojtěcha (Kruh)
Římskokatolický farní kostel svatého Vojtěcha v Kruhu je barokní sakrální stavba nacházející se ve východní části obce, na hraně terénního zlomu nad roklí. Od roku 1965 je chráněn jako kulturní památka.

## Historie
Kostel byl postaven v letech 1723–1724 na místě staršího předchůdce. Nechala jej vystavět hraběnka Marie Markéta z Valdštejna. Snad podle návrhu Niccolo Raimondiho (Raymondiho). Provádějícím stavitelem byl zednický mistr Melchior Oppelt (Opel). Zbytky staršího kostela (nebo materiál z něj) posloužily ke stavbě márnice, která snad stojí na jeho místě.
Po roce 1945 a následném vysídlení německy mluvícího obyvatelstva celý kostelní areál zchátral. Po roce 2000 začala obnova kostela. Kostel byl zčásti nově zastřešen a staticky byla zajištěna klenba. V rámci Programu záchrany architektonického dědictví bylo v letech 1995-2014 na opravu památky čerpáno 2 240 000 Kč.
| rok    | 2008 | 2009 | 2010 | 2011 |
| ------ | ---- | ---- | ---- | ---- |
| částka | 400  | 500  | 620  | 720  |

V roce 2013 byl zapůjčen městu Doksy, které pokračuje v opravách.

## Architektura
Jedná se o jednolodní obdélnou stavu s pravoúhlým presbytářem s čtvercovou sakristií po severní straně. Po jižní straně lodi je čtvercová předsíň. V západním průčelí, na kterém jsou pilastry a štít, je pravoúhlý portál. Nad ním se nachází zazděné půlkruhem uzavřené okénko. Boční stěny jsou členěny vně i uvnitř plochými pilastry. Okna jsou půlkruhově uzavřena. Mají přepásané šambrány.
Presbytář a sakristie jsou sklenuty křížovou klenbou. Loď má valenou klenbu s třemi páry lunet. Kruchta spočívá na třech arkádách nesených dvěma pilíři. Kostel byl vymalován ve 20. století P. Majorem.

## Zařízení
Původně byl, ještě v 80. letech 20. století, zařízený barokně z roku 1724. Toto zařízení bylo důkladně obnoveno v 19. století. Hlavní oltář pochází z 1. čtvrtiny 18. století. Patrně byl zcela obnoven v 19. století. Je portálový a v jeho dolní části se nachází obraz sv. Vojtěcha signovaný „I. Georg Hörtl pinx A. 1725“. Jednalo se o dílo turnovského měšťana Jiřího Hörtla, který byl dvorním valdštejnským malířem. V nástavci oltáře se nachází obraz Nejsvětější Trojice. Jedná se také patrně o Hörtlovo dílo. Po stranách jsou sochy sv. Václava a sv. Jana Nepomuckého. V reliéfem nad brankami je sv. Zikmund a sv. Prokop. Pravý boční oltář je rokokový z období kolem roku 1740. Je na něm obraz Panny Marie adorující spícího Ježíška. Obraz pochází z období vzniku oltáře a nachází se mezi sochami sv. Jáchyma a sv. Anny. Levý boční oltář sv. Anny původně pocházel z období kolem roku 1710. Podstatně byl obnoven v 19. století. Je na něm obraz od Maischaidera, který je datovaný 1. IV. 1856. Kazatelna byla zřejmě původně barokní. Obnovena byla v 19. století. Křížová cesta pochází ze 2. poloviny 19. století. Ve druhé dekádě 21. století je zařízení uloženo v depozitářích.

## Okolí kostela
Na hřbitově na místě původního kostela je dnes márnice. Je postavena z tesaných kvádrů, které byly snad stavivem původního kostela. V ní je zazděn figurální náhrobek z konce 16. století se zlomkem českého nápisu a reliéf znaku mořské panny (nebo lilie?), který pochází ze 16. století.